# Vlag van Wildervank

Vlag van de gemeente Wildervank
(voor 1962)

De vlag van Wildervank werd vanaf een onbekende datum door Wildervank officieus gebruikt als gemeentevlag.
Sierksma stelt in 1962 dat deze vlag in onbruik is geraakt en de gemeente geen andere vlag heeft ingesteld. De gemeente Wildervank ging in 1969 op in de gemeente Veendam waarna de vlag kwam te vervallen.

## Beschrijving en verklaring
De vlag kan als volgt worden beschreven:
Drie banen van rood en wit, waarvan de hoogten zich verhouden als 1:4:1, met een tweemaal doorsneden kanton van rood, wit en blauw, waarbij het rood samenvalt met de eerste baan, en met een gele letter W in het uitwaaiend gedeelte.
Deze vlag werd omstreeks 1870 gedocumenteerd als vlag van het zeemanscollege "De Harmonie", dat waarschijnlijk een uitvloeisel was van de oorspronkelijke gilden.